# Campeonato Maranhense 1994
In 1994 werd het 75ste Campeonato Maranhense gespeeld voor voetbalclubs uit Braziliaanse staat Maranhão. De competitie werd georganiseerd door de FMF en werd gespeeld van 31 juli tot 18 december. Maranhão werd kampioen. 

## Eerste Toernooi

### Eerste fase

#### Groep A
| Plaats | Club           | Wed. | W | G | V | Saldo | Ptn. |
| ------ | -------------- | ---- | - | - | - | ----- | ---- |
| 1.     | Moto Club      | 6    | 5 | 1 | 0 | 15:1  | 11   |
| 2.     | Sampaio Corrêa | 6    | 3 | 2 | 1 | 12:2  | 8    |
| 3.     | Maranhão       | 6    | 2 | 1 | 3 | 5:4   | 5    |
| 4.     | Boa Vontade    | 6    | 0 | 0 | 6 | 1:23  | 0    |

|  | Geplaatst voor tweede fase |

#### Groep B
| Plaats | Club         | Wed. | W | G | V | Saldo | Ptn. |
| ------ | ------------ | ---- | - | - | - | ----- | ---- |
| 1.     | Imperatriz   | 4    | 2 | 0 | 2 | 3:4   | 4    |
| 2.     | Caxiense     | 4    | 1 | 2 | 1 | 5:4   | 4    |
| 3.     | Porto Franco | 4    | 1 | 2 | 1 | 3:3   | 4    |

|  | Geplaatst voor tweede fase |

#### Groep C
| Plaats | Club            | Wed. | W | G | V | Saldo | Ptn. |
| ------ | --------------- | ---- | - | - | - | ----- | ---- |
| 1.     | Coroatá         | 4    | 2 | 2 | 0 | 5:2   | 6    |
| 2.     | Bacabal         | 4    | 2 | 1 | 1 | 4:3   | 5    |
| 3.     | Duque de Caxias | 4    | 0 | 1 | 3 | 2:6   | 1    |

|  | Geplaatst voor tweede fase |

#### Groep D
| Plaats | Club           | Wed. | W | G | V | Saldo | Ptn. |
| ------ | -------------- | ---- | - | - | - | ----- | ---- |
| 1.     | Tupan          | 4    | 3 | 1 | 0 | 7:2   | 7    |
| 2.     | Expressinho    | 4    | 2 | 1 | 1 | 4:4   | 5    |
| 3.     | Vitória do Mar | 4    | 0 | 0 | 4 | 4:9   | 0    |

|  | Geplaatst voor tweede fase |

### Tweede fase
| Plaats | Club           | Wed. | W | G | V | Saldo | Ptn. |
| ------ | -------------- | ---- | - | - | - | ----- | ---- |
| 1.     | Maranhão       | 7    | 5 | 1 | 1 | 17:6  | 11   |
| 2.     | Moto Club      | 7    | 5 | 1 | 1 | 13:7  | 11   |
| 3.     | Sampaio Corrêa | 7    | 4 | 1 | 2 | 9:7   | 9    |
| 4.     | Imperatriz     | 7    | 2 | 4 | 1 | 9:6   | 8    |
| 5.     | Caxiense       | 7    | 2 | 2 | 3 | 10:14 | 6    |
| 6.     | Bacabal        | 7    | 1 | 3 | 3 | 7:9   | 5    |
| 7.     | Coroatá        | 7    | 1 | 2 | 4 | 6:9   | 4    |
| 8.     | Tupan          | 7    | 0 | 2 | 5 | 5:15  | 2    |

|  | Geplaatst voor tweede toernooi en finale om de titel |
|  | Geplaatst voor tweede toernooi                       |

### Herkwalificatie
De clubs die niet voor de tweede fase geplaatst waren speelden een herkwalifcatie, waarvan de winnaar zich nog voor het tweede toernooi plaatste. De uitslagen zijn niet meer bekend, enkel de finale tussen beide groepswinnaars.
|                    |              |       |                |  |
| 23 november Finale | Porto Franco | 8 – 0 | Vitória do Mar |  |
| 23 november Finale |              |       |                |  |

## Tweede toernooi
Imperatriz werd uitgesloten omdat ze weigerden tegen Maranhão te spelen. 
| Plaats | Club           | Wed. | W | G | V | Saldo | Ptn. |
| ------ | -------------- | ---- | - | - | - | ----- | ---- |
| 1.     | Sampaio Corrêa | 4    | 2 | 1 | 1 | 11:9  | 5    |
| 2.     | Moto Club      | 4    | 2 | 1 | 1 | 7:5   | 5    |
| 3.     | Caxiense       | 4    | 1 | 2 | 1 | 3:4   | 4    |
| 4.     | Maranhão       | 4    | 1 | 1 | 2 | 6:4   | 3    |
| 5.     | Porto Franco   | 4    | 0 | 3 | 1 | 4:9   | 3    |

|  | Geplaatst voor finale |

## Finale
|                              |          |       |                |  |
| 13 december Eerste wedstrijd | Maranhão | 0 – 0 | Sampaio Corrêa |  |
| 13 december Eerste wedstrijd |          |       |                |  |

|                              |                |       |          |  |
| 16 december Tweede wedstrijd | Sampaio Corrêa | 0 – 1 | Maranhão |  |
| 16 december Tweede wedstrijd |                |       |          |  |

|                             |          |       |                |                                        |
| 18 december Derde wedstrijd | Maranhão | 0 – 0 | Sampaio Corrêa | Castelão, São Luís Toeschouwers: 1.328 |
| 18 december Derde wedstrijd |          |       |                | Castelão, São Luís Toeschouwers: 1.328 |

### Kampioen
| Campeonato Maranhense de 1994 |
| Maranhão                      |
| ----------------------------- |
| MARANHÃO Kampioen (10° titel) |